# إعادة التوصيل: كوسموبوليتيات رقمية في عصر الاتصال
إعادة التوصيل: كوسموبوليتيات رقمية في عصر الاتصال كتاب لاخيالي نشر في العام 2013 حول العولمة المعاصرة وكراهية الأجانب، كتبه المدون الأمريكي إيثان زوكرمان. ويصف الحواجز الاجتماعية للكوسموبوليتية مثل فقاعة المرشح وتحيز وسائل الإعلام. يدعو زوكرمان إلى وسائل إعلام مدوّلة بقوة و إلى محو أمية ثقافية تدعمها جهود الترجمة . يستشهد إيثان بعمل العلماء كوامي أنتوني أبيا، رونالد ستيوارت بيرت، مارك غرانوفيتر، وروبرت دي بوتنام، ومراجع الكوسموبوليتية مات هاردينغ، إيريك هيرسمان، داني جونز، رولاند سونغ، والمشاريع الدولية: جلوبال فويسز، هارنو، شركة ميدان، ومشروع تي ليف نايشن. 

## روابط خارجية
- WW نورتون. إعادة توصيل